# Rede Brasileira de Observatórios de Turismo
Rede Brasileira de Observatórios de Turismo (RBOT) é uma iniciativa pioneira que conecta mais de 50 instituições brasileiras com o objetivo de fortalecer a pesquisa e a gestão do turismo no país (Monteiro, Marques, & Souza-Neto, 2021). Fundada em 2016, sob a direção do professor Doutor José Manoel Gonçalves Gândara, a rede oferece um ambiente colaborativo para a troca de conhecimento e experiências, além de fornecer suporte metodológico para a criação e desenvolvimento de novos observatórios. A RBOT tem sido fundamental para a construção de uma base de dados robusta e harmonizada sobre o turismo no Brasil, contribuindo para a tomada de decisões mais estratégicas e eficazes.